# 奈波果林
奈波果林（日语：／ Nanami Karin，1月7日—），日本女性配音員。出身於北海道札幌市。身高163cm。A型血。

## 人物簡介
Atomic Monkey所屬，avex Planning & Development聲優演藝部門出身。
小時候曾上北海道札幌電視台當地綜藝節目《1×8我們走吧！》的單元「劍擊運動達人」。後來在2013年2月17日獲「那個人的現況」節目的企劃人大泉洋與木村洋二的邀請下，接受avex artist academy的採訪，並與從事講師的資深配音員平松廣和共同參演。
從小喜歡的動畫有《樂一通》、《飛天小女警》。
藝名來自《七龍珠》角色凱里神。

## 演出作品
※粗體字表示說明飾演的主要角色。

### 電視動畫
2014年
- 決鬥大師VS（2014～2017，雷娜、小次郎、高高·樂比亞）4系列
- 舞力四射（音）
- 愚者信長（茶茶）
- Pac World（日语：パックワールド）（碧特、眾學生、女孩鬼魂、女學生、鬼魂）
- HAMATORA ─超能偵探社─（寮官B）

2015年
- 潮與虎（班上同學D、學生E、男孩子、海水浴場的客人C 等）
- 雙槍激鬥（研究員、女主播）
- 銀魂゜（銀行員[5]）
- 黑子的籃球（伊月舞、女子經理A）
- 神奇寶貝XY&Z（克蕾兒）

2016年
- TABOO TATTOO -禁忌咒紋-（赤塚正義〈幼年時期〉、女學生B、侍女）
- HUNDRED百武裝戰記（接線員）

2017年
- 狂賭之淵（2017～2019，西洞院百合子[6][7]）2系列

2018年
- DEVILSLINE 惡魔戰線（受理人員）
- 黑色五葉草（幼年時期的奈丘）

2019年
- 可愛巧虎島Wao！（2019～）
- COP CRAFT（塞瑪尼人少女）
- 少女前線 人形小劇場 -治癒篇-（2019～2020，帕斯卡、旁白、小妖精A、女性指揮官）2系列
- 一弦定音！（堂島家的母親、小牧）

2020年
- 『催眠麥克風 -Division Rap Battle-』Rhyme Anima（護士A、播報員、女性A、觀眾A、警備員A、中王區黨員A）

2021年
- 暗黑企業的迷宮（貓獸人店員）
- 急戰5秒殊死鬥（桐生飛鳥）
- Muv-Luv Alternative（御劍冥夜[8]）

2022年
- 少女前線（帕斯卡）
- 蠟筆小新（虎場あゆ）
- 名偵探柯南（怖霊屋トシコ、母親）
- 青之蘆葦（監護人）
- 闇影詩章F（ツバサの母）
- 盛開的阿斯諾特莉亞 吸！（仙伯）

2023年
- 我的推是壞人大小姐。（克蕾雅·弗朗索瓦[9]）
- 滿懷美夢的少年是現實主義者（東雲·克勞蒂娜·茉莉花）

2024年
- 靠廢柴技能【狀態異常】成為最強的我將蹂躪一切（十河綾香[10]）

2025年
- 完美到難以接近的聖女遭到解除婚約後被賣到鄰國（儿子）

### OVA
2015年
- 出來吧小魔神胡巴（露卡）

### 電影動畫
2015年
- 劇場版 怪傑佐羅利：宇宙的勇者們（女孩子們）

2019年
- 青春豬頭少年不會夢到懷夢美少女（牧之原翔子的母親）

### 網路動畫
2020年
- 攻殻機動隊：SAC_2045（接待小姐、護理人員）

2021年
- 少女前線 人形小劇場 -治癒篇2-（電車廣播、旁白[11]）

### 遊戲
2014年
- （神樂幸、大鷹桃、藻鼈、畠山奈菜、大窪伊予、日高美彌子）
- 花舞少女 夜來舞LIVE！（雛子）

2015年
- 叛逆之刃（凱雅）

2016年
- 三志（董襲）
- 口袋鐵拳 POKKÉN TOURNAMENT（艾琳）

2017年
- Ragnarok Valhalla（亞格妮）
- 少女前線（NS2000-SSG69）
- 狂賭之淵 Cheating Allowed（西洞院百合子[12]）

2019年
- 言靈戰士（ゾウニ·カドモスペル）
- 超次元大海戰 （陽炎）
- 命運之子（オフォイス）

2020年
- 重裝戰姬（日语：ファイナルギア -重装戦姫-）

2021年
- 盛開的阿斯諾特莉亞（仙伯[13]）
- 怪物彈珠（2021年 - 2024年 阿爾帕佳諾[14]、赫淮斯托斯[15]、麻麻苟阿希[16]）

2022年
- 緋染天空 Heaven Burns Red（2022年 - 2024年 二階堂三鄉[17]）
- 少女前線：雲圖計劃（帕斯卡）

### 動態漫畫
2014年
- 寄生獸（村野里美）

### 廣播劇CD
2019年
- 歌 Ec（觀眾）

### 外語配音

#### 電視影集／動畫
| 作品年份 | 作品名稱             | 配演角色                   | 演員                  | 媒介             |
| -------- | -------------------- | -------------------------- | --------------------- | ---------------- |
| 2015     | 瓢蟲少女和黑貓小子   | 瑪麗內特·杜潘-鄭／瓢蟲少女 | 克里斯蒂娜·維〈配音〉 | 迪士尼頻道版     |
| 2015     | 如果你給老鼠一塊餅乾 | 黛西                       | 莉迪亞·泰勒〈配音〉   | Amazon Prime頻道 |
| 2017     | 騎士隕落             | 安妮                       | 克萊爾·庫珀           | Netflix頻道      |
| 2018     | 西方西遊記           | －                         | －                    | Netflix頻道      |
| 2018     | 皮奧里亞王子         | 桑默·麥克拉里              | 雀兒喜·桑默           | Netflix頻道      |
| 2020     | 漢娜                 | 珊蒂                       | 安因·蘿絲·戴莉        | Amazon Prime頻道 |

### 舞台
2014年
- 愚者信長（茶茶）
  - act.1 ～亂之胎動～
  - 愚者信長 act.2 ～亂之戀人～
  - 愚者信長 act.3 ～最後的晩餐～

### CD
2016年
- 幻影異聞錄♯FE Vocal Collection 「你與我兩人的距離」 主唱：Emotional KEY（CV.奈波果林、若月星夏、中澤美奈）

### 旁白
2017年
- 日本列島Derby之旅（日语：月曜馬劇場#日本列島ダービーの旅）

2018年
- 日本列島Derby之旅SP
- 埼玉的逆襲
- 裸鼴鼠：長生不老的秘密（國家地理頻道）
- （CS釣魚頻道）
- （CS釣魚頻道）

2019年
- （TOKYO MX）
- SUNSHINE水族館廣告
- 番組新奪 前、後篇（CS釣魚頻道）

2020年
- （綠色頻道）
- SCANDAL『Kiss from the darkness』SPECIAL
- （日本電視台）

## 外部連結
- 奈波果林的X（前Twitter） （日語）
- 奈波果林的X（前Twitter）（舊） （日語）
- Atomic Monkey公式官網的聲優簡介（页面存档备份，存于） （日語）